# Левенцовское кладбище
Ливенцо́вское кла́дбище — кладбище в Ростове-на-Дону.

## История
Ливенцовское кладбище находится в Советском районе Ростова-на-Дону. Общая площадь некрополя составляет чуть более 1 га. Дата основания неизвестна. Являлось кладбищем хутора Ливенцовского. Сегодня кладбище имеет статус недействующего, на нем производятся только захоронения гробом и урной с прахом в родственные могилы.
В 2001 году на территории кладбища была открыта временная церковь во имя Российских новомучеников и исповедников. Планируется постройка полноценного каменного храма.
На территории кладбища находится «Памятник казакам 4-го Кубанского Гвардейского Казачьего Кавалерийского корпуса, погибшим смертью героя 8 февраля 1943 года в боях за освобождение Ростова-на-Дону». К 71-й годовщине Победы здесь было установлено новое ограждение с элементами ковки и проведено благоустройство прилегающей территории.